# Prokofjev
Prokofjev je ruski priimek, navzoč tudi v Sloveniji
- Aleksander Andrejevič Prokofjev (1900–1971), ruski pesnik
- Andrej Prokofjev, ruski sovjetski atlet
- Ivan Prokofjev (1758–1828), ruski kipar
- Jurij Aleksandrovič Prokofjev, ruski fizik (tudi V. K. Prokofjev)
- Sergej Prokofjev (1891–1953), ruski skladatelj in pianist
- slovenski nosilci priimka: 
  - Andraž Prokofjev - Zhazhy, športni plesalec (z Niko Bolčič)
  - Bor Prokofjev - Borch (*2001), plesalec, gibalec, koreograf, performer, glasbeni producent in DJ
  - Boris Prokofjev ml. (*1943), kipar
  - Saša Aleksandra Prokofjev (*1971), atletinja